# کاتفورد
longitudeکاتفوردlatitudeکاتفورد
کاتفورد (به انگلیسی: Catford) یک ناحیه در لندن است که در منطقه لویشام لندن واقع شده‌است.